# Üçbasamak
Üçbasamak ist ein kurdisches ist ein im Landkreis Silvan der türkischen Provinz  Diyarbakır. Üçbasamak liegt ca. 15 km nordwestlich von Silvan auf 1120 m über dem Meeresspiegel. Der kurdische Dorfname lautet Zinzin. Dies ist auch der ursprüngliche Name. Die Umbenennung zu  Üçbasamak („Dreistufen“) erfolgte vor 1960.
Das Dorf liegt am Hang. Die Umgebung ist karg, baumlos und felsig. 1985 betrug die Einwohnerzahl 675. Im Jahr 2009 hatte das Dorf 490 Einwohner.